# (466461) 2013 TH120
(466461) 2013 TH120 es un asteroide perteneciente al cinturón de asteroides, descubierto el 25 de noviembre de 2009 por el equipo Spacewatch desde el Observatorio Nacional de Kitt Peak (Arizona, Estados Unidos).